# Przewodnik (film)
Przewodnik – ukraiński dramat historyczny w reżyserii Ołesia Sanina zrealizowany w 2014 roku.

## Fabuła
Początek lat 30. XX wieku na sowieckiej Ukrainie. Czas chaotycznego uprzemysłowienia kraju, przymusowej kolektywizacji rolnictwa, wielkiego głodu i brutalnej rozprawy z ukraińską inteligencją. W środek tej zawieruchy trafia 10-letni Peter, półsierota, syn amerykańskiego inżyniera Michaela Shamrocka.
Michael Shamrock jest zafascynowany ideami komunizmu. Odbył podróż statkiem Desdemona z ojczystych Stanów Zjednoczonych do Odessy, a stamtąd do Charkowa, aby pomóc w budowie pierwszej sowieckiej fabryki traktorów.
Podczas uroczystość z okazji wypuszczenia z fabryki pierwszego traktora inżynier Shamrock zostaje nagrodzony za swoje zasługi w industrializacji Związku Sowieckiego podróżą do Moskwy. Podczas tej uroczystości zostają mu też powierzone tajne dokumenty. Kiedy z zapartym tchem, zapomniawszy o całym świecie, ogląda występ jazzowy swojej ukochanej Olgi, wysoko postawiony członek władz republiki przerażony nieludzką polityką wewnętrzną przekazuje mu plany wprowadzenia represji na Ukrainie z prośbą, by po przyjeździe do Moskwy przekazał je amerykańskiemu dziennikarzowi Garethowi. Shamrock zapewne nie zdaje sobie nawet sprawy, że stał się posłańcem w niebezpiecznej misji przewozu tajnych i niewygodnych dla reżimu papierów. Wiedzą o tym za to świetnie sowieckie tajne służby, NKWD. Przed wyjazdem inżyniera za wszelką cenę chcą mu odebrać te dokumenty. Próba ich znalezienia wymyka się spod kontroli i Shamrock zostaje zamordowany tuż przed odjazdem pociągu do Moskwy. Przypadkowym świadkiem śmierci ojca zostaje Peter.
W tym momencie życie chłopca dramatycznie się zmienia. Przed śmiercią ratuje go przypadkowo niewidomy bandurzysta Iwan Koczerga, były oficer ukraińskiej armii. Peter zostaje jego przewodnikiem. Wędrówka Iwana z chłopcem jest pełna dramatycznych wydarzeń. NKWD chce złapać chłopca, gdyż po pierwsze zna on prawdę o śmierci ojca, podczas gdy władza obwiniła o zabójstwo opozycjonistę, po drugie NKWD podejrzewa, że to Peter ma poszukiwane tajne dokumenty.
Przy okazji wędrówki z Iwanem Peter poznaje zamknięty świat tych ludowych bardów Ukrainy. Staje się świadkiem ich tragicznego losu.

## Obsada
W rolach głównych:
- Stanisław Bokłan – Iwan Koczerga, niewidomy kobziarz
- Jeff Burrell – Michael Shamrock, amerykański inżynier
- Anton Sviatoslav Green – Peter Shamrock, syn Michaela Shamrocka
- Dżamała – Olga, aktorka i nauczycielka języka angielskiego
- Ołeksandr Kobzar - towarzysz Władimir, oficer NKWD

W pozostałych rolach:
- Ołeh Prymohenow – Mykoła Sytnik
- Iryna Sanina – ukochana Iwana Koczergi
- Ostap Godlewskij
- Igor Zasjadkewycz
- Ołeksandr Irwaneć
- Andrij Kacjuba
- Orest Kacjuba
- Fedir Stryhun

## Ścieżka dźwiękowa
Film ma różnorodną ścieżkę dźwiękową. W jednej z pierwszych scen odbywa się koncert jazzowy, na którym występuje m.in. ukraińska piosenkarka Dżamała w roli jednej z bohaterek. Następnie przy kilku okazjach rozbrzmiewają tradycyjne pieśni kozackie w wykonaniu współczesnych kobziarzy.

## Nagrody i nominacje
- 2014 – 30. Warszawski Międzynarodowy Festiwal Filmowy w kategorii Konkurs Międzynarodowy; film zajął 6. miejsce w kategorii Nagroda Publiczności[5]
- 2014 -  Film stał się oficjalnym ukraińskim kandydatem do rywalizacji o 87. rozdanie Oscara w kategorii filmu nieanglojęzycznego.

## Informacje dodatkowe
- Zdjęcia do filmu rozpoczęły się w 2012 roku.
- Dziewiątego września 2014 ukraiński komitet oscarowy wysunął Przewodnika na oficjalną nominację ukraińską do Oscara w kategorii Najlepszy film nieanglojęzyczny 2015[6][7]. Film nominacji nie otrzymał[8].
- Wątek kultury kobziarzy zostaje podjęty nie tylko za sprawą postaci głównego bohatera Iwana Koczergi i jego środowiska. Zostaje zaakcentowany jeszcze w inny sposób. Książka, w której ukryte zostały tajne dokumenty przekazane ojcu Petera, to zbiór wierszy ukraińskiego poety narodowego Tarasa Szewczenki zatytułowany Kobziarz.
- Na potrzeby niewidomych sporządzono audiodeskrypcyjną wersję filmu[9].